# マドリード条約 (1750年10月5日)
マドリード条約（マドリードじょうやく、英語: Treaty of Madrid、スペイン語: Tratado de Madrid）は1750年10月5日にグレートブリテン王国とスペイン王国の間で締結された通商条約。
条約はオーストリア継承戦争を終結させた1748年のアーヘンの和約の後に締結され、スペインが長年にわたって憂慮していたアシエントの問題を解決した。

## 背景

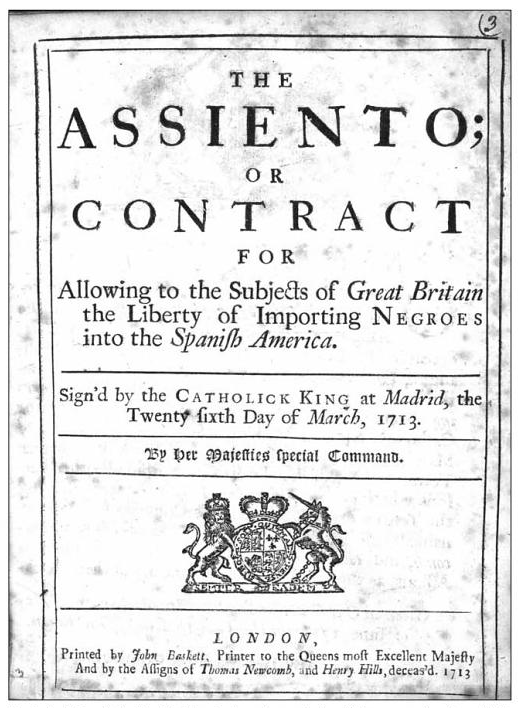
1713年のアシエントの英語訳の表紙。

1713年のユトレヒト条約により、イギリスは30年間のアシエントを得た。この契約によりイギリスは毎年スペイン植民地に貨物500トンと人数制限なしの奴隷を輸出することが許可された。イギリスの貿易業者や密輸業者が伝統的に閉ざされたスペイン領アメリカの市場に進出できるようになったが、イギリスとスペインは度々戦っており、アシエントが有効だった期間では四国同盟戦争（1718年 - 1720年）、ポルトベロ封鎖（1726年）、英西戦争（1727年 - 1729年）、ジェンキンスの耳の戦争（1739年 - 1742年）があり、特にジェンキンスの耳の戦争では紛争が拡大してオーストリア継承戦争と同時進行した。
オーストリア継承戦争は戦争前の原状回復で終結したが、参戦国の大半はアーヘンの和約に満足していなかった。アシエント問題は重要性が低減したこともあって条約では触れられておらず、イギリスとスペインが「適当な時間と場所」で解決することに同意したのみだった。そして、1750年にイギリスが10万ポンドとスペイン領アメリカとの条件付き貿易権を得る代償としてアシエントを放棄したことで問題がようやく解決した。

## 条約の内容
条約は下記10か条で構成される。
1. イギリスはアシエントと年次貿易船便への権利を放棄する。
2. スペインはイギリスへの補償として10万ポンドを支払い、イギリスはこれ以上請求を行わない。
3. スペインはアシエントと年次貿易船便に関するイギリスの全ての「主張または要求」を認める。
4. イギリス国民はチャールズ2世時代に支払ったスペイン港の関税よりも高率な関税を支払わない。
5. イギリス国民はチャールズ2世時代で行ってきたように、トルトゥーガ島で塩を集めることを許可される。
6. イギリス国民はスペイン国民より高い関税を支払わない。
7. 両国の国民がお互いの国に陸路で貨物を運び入れるとき、海路で運び入れた場合と同じ関税を支払う。
8. 両国とも貿易に導入した「革新」を廃止する。
9. 本条約を既存の条約システムに組み入れる。
10. 条約を速やかに履行する。

## その後
条約が締結された後、ニューカッスル公爵がスペインを同盟者にしようとしたため、英西関係が劇的に改善した。ホセ・デ・カルバハール・イ・ランカステルやリカルド・ウォールといった親英派首相が相次いで任命され、いずれも紛争の再来を回避すべくスペイン駐在イギリス大使ベンジャミン・キーンと良好な関係を保った。以降スペインは1762年に七年戦争に参戦するまで中立に留まった。